# キュルダミル県
キュルダミル県 (キュルダミルけん、Kürdəmir) はアゼルバイジャン中央部のアラン経済地区の県。
県都はキュルダミル。
2011年の人口は約10.6万人である。
1930年に設置された。
「キュル」(クラ川)と「ダミル」(鉄)が語源である。

## 地理
北から時計回りに
- イスマイル県（英語版）
- アグス県（英語版）
- ハジュガブル県（英語版）
- サビラバド県
- イミシュリ県
- ザルダブ県（英語版）
- ウジャル県（英語版）
- ギョイチャイ県

に接する。
面積は1631.5km2である。
ステップ気候(BS)に属する。
シルヴァシャフリ種の葡萄と、シリャンの絨毯が有名である。